# Endasys senilis
Endasys senilis là một loài tò vò trong họ Ichneumonidae.